# Haemaphysalis norvali
Haemaphysalis norvali este o specie de căpușe din genul Haemaphysalis, familia Ixodidae, descrisă de Harry Hoogstraal și Wassef în anul 1983.
Este endemică în Zimbabwe. Conform Catalogue of Life specia Haemaphysalis norvali nu are subspecii cunoscute.